# Домановський Андрій Миколайович
Андрі́й Микола́йович Домано́вський (нар. 4 травня 1980, с. Липці Харківського району, Харківська область) — український історик, візантиніст, медієвіст та археолог, кандидат історичних наук, колишній доцент кафедри історії стародавнього світу та середніх віків історичного факультету та доцент кафедри українознавства філософського факультету Харківського національного університету імені В. Н. Каразіна, член Харківського історико-філологічного та Харківського історико-археологічного товариств. Займається популяризацією історичної науки.

## Біографія
Андрій Домановський народився 4 травня 1980 у с. Липці Харківського району на Харківщині
По закінченні Липецької загальноосвітньої школи імені П. В. Щепкіна із золотою медаллю у 1997 році став студентом історичного факультету Харківського національного університету імен В. Н. Каразіна, який закінчив у 2002 році. У студентські роки мав спеціалізацію на кафедрі історії стародавнього світу та середніх віків.
Закінчивши університет, Андрій Домановський у 2002—2003 роках викладав історію у Юридичному ліцеї Харківського національного університету внутрішніх справ та навчально-виховному комплексі № 178 «Освіта» (м. Харків), а також працював старшим лаборантом на історичному факультеті ХНУ імені В. Н. Каразіна.
Андрій Домановський протягом 2003—2006 років навчався в аспірантурі на кафедрі історії стародавнього світу та середніх віків ХНУ імені В. Н. Каразіна. У 2007 році він успішно захистив кандидатську дисертацію «Державний контроль і регулювання торгівлі у Візантії IV—IX ст.» (науковий керівник — професор С. Б. Сорочан)
Протягом 2004—2010 років був Головою Ради молодих науковців Харківського національного університету імені В. Н. Каразіна.
У 2006 році Андрій Домановський почав працювати на кафедри українознавства філософського факультету Харківського національного університету імені В. Н. Каразіна на посаді доцента, а у 2009 році став одночасно і доцентом кафедри історії стародавнього світу і середніх віків історичного факультету Харківського національного університету імені В. Н. Каразіна.
Протягом 2009—2013 років він був начальником Херсонеської археологічної експедиції «Цитадель» Харківського національного університету імені В. Н. Каразіна.
Станом на 2012 рік Андрій Домановський був відповідальним секретарем часопису «Схід / Захід: Історико-культурологічний збірник». Також він є головним редактором періодичного видання «Нартекс. Byzantina Ukrainensia», а з 2012 року — заступником голови проєкту «Елліно-візантійський лекторій».
На цей час він викладає курси з історії України, історії Візантії та античної археології.
Андрій Домановський є одним з ініціаторів створення та засновників у 2016 році Української Асоціації Візантійських студій та ініціатором створення у 2007 році сайту про українську візантистику «Василевс. Українська візантиністика». Він є розробником і головним редактором низки історичних сайтів: «Василевс. Українська візантиністика», сайту Східного інституту українознавства імені Ковальських та сайту Харківського історико-археологічного товариства.
Андрій Домановський є колишнім членом Харківського історико-філологічного товариства, Харківського історико-археологічного товариства, а також Української Асоціації Візантійських студій. Він займається популяризацією історичної науки, читає публічні науково-популярні лекції.
Під час широкомасштабного вторгнення Росії в Україну — кореспондент Інформаційного агентства МОУ «АрміяInform».

## Науковий доробок
До кола наукових інтересів Андрія Домановського входять проблеми медієвістики, історії Візантії, історії вітчизняної візантиністики, історії Київської Русі, античної та візантійської археології.
Основні праці:
Книжкові видання
- Історія Візантії. Вступ до візантиністики / За ред. С. Б. Сорочана і Л. В. Войтовича. — Львів: Видавництво «Апріорі», 2011. — 880 с.: іл. (співавтори: Войтович Л. В., Козак Н. Б., Лильо І. М., Мельник М. М., Сорочан С. Б., Файда О. В.)
- Історія української культури: навчально-методичний посібник / Н. В. Аксьонова, А. М. Домановський, Т. О. Чугуй. — Харків: Харківський національний університет імені В. Н. Каразіна, 2012. — 196 с.
- Лицарі Дикого поля. Плугом і мушкетом. Український шлях до Чорного моря. — Харків: КСД, 2016. — 352 с. (у співавторстві)
- Загадки истории. Византия / А. Н. Домановский; худож.-оформитель Е. А. Гугалова. — Харьков: Фолио, 2016. — 379 с. — (Загадки истории)
- Загадки истории. Крымское ханство / А. Н. Домановский; худож.-оформитель Е. А. Гугалова. — Харьков: Фолио, 2017. — 378 с. — (Загадки истории)
- Загадки истории. Междуречье / А. Н. Домановский; худож.-оформитель Е. А. Гугалова. — Харьков: Фолио, 2018. — 379 с. — (Загадки истории)
- Загадки истории. Франкская империя Карла Великого. Харьков: Фолио, 2020. 378 с.
- Всемирная история. Крестовые походы. Харьков: КСД, 2019. 400 с.
- Історія цивілізації. Україна. Том 1. Від кіммерійців до Русі (Х ст. до н. е. — ІХ ст.) / Упорядник Михайло Відейко. Харків: Фоліо, 2020. 586 с. (учасник авторського колективу)

Бібліографічні покажчики
- Микола Якович Говорущенко — життя в науці / Укл. А. М. Домановський. — Харків: ХНАДУ, 2010. — 48 с.
- Володимир Миколайович Варфоломєєв — людина, науковець, викладач / Укл. А. М. Домановський. — Харків: ХНАДУ, 2010. — 44 с.
- Сергей Борисович Сорочан — профессор Харьковского национального университета имени В. Н. Каразина: биобиблиогр. указ. / Сост., вступ. ст. А. Н. Домановский ; библиогр. ред. С. Р. Марченко. — Харьков: ХНУ имени В. Н. Каразина, 2013. — 92 с.
- Візантиністика у Харківському університеті (середина ХІХ — початок ХХ ст.): бібліогр. покажч. / уклад., вступ ст. М. Є. Домановська, А. М. Домановський; бібліогр. ред. С. Р. Марченко. — Харків: Майдан, 2017. — 158 с.
- Слобода Липці та Липецька волость Харківського повіту на шпальтах газети «Утро» (1906—1916 рр.): зб. матеріалів / Уклад., вступ. ст., покажчики А. М. Домановський, М. Є. Домановська. — Харків: Майдан, 2020. — 150 с.
- Слобода Липці та Липецька волость Харківського повіту на шпальтах газети «Южный Край» (1880—1919 рр.): зб. матеріалів / Уклад., вступ. ст., покажчики А. М. Домановський, М. Є. Домановська. — Харків: Майдан, 2019. — 132 с.

Збірки статей (редактор і укладач)
- ‛Pωμαĩος: сборник статей к 60-летию проф. С. Б. Сорочана [Сост. А. Н. Домановский] // Нартекс. Byzantina Ukrainensia. — Т. 2. — Харьков: Майдан, 2013. — 596 с.
- «Византийская мозаика»: Сборник публичных лекций Эллино-византийского лектория при Свято-Пантелеимоновском храме / Ред. проф. С. Б. Сорочан; сост. А. Н. Домановский. — Харьков: Майдан, 2013. — 232 с. (Нартекс. Byzantina Ukrainensia. Supplementum 1)
- «Византийская мозаика»: Сборник публичных лекций Эллино-византийского лектория при Свято-Пантелеимоновском храме / Ред. проф. С. Б. Сорочан; сост. А. Н. Домановский. — Выпуск 2. — Харьков: Майдан, 2014. — 244 с. (Нартекс. Byzantina Ukrainensia. Supplementum 2)
- «Византийская мозаика»: Сборник публичных лекций Эллино-византийского лектория при Свято-Пантелеимоновском храме / Ред. проф. С. Б. Сорочан; сост. А. Н. Домановский. — Выпуск 3. — Харьков: Майдан, 2015. — 308 с. (Нартекс. Byzantina Ukrainensia. Supplementum 3)
- «Византийская мозаика»: Сборник публичных лекций Эллино-визан тийского лектория при Свято-Пантелеимоновском храме / Ред. проф. С. Б. Сорочан; сост. А. Н. Домановский. — Выпуск 4. — Харьков: Майдан, 2016. — 270 с. (Нартекс. Byzantina Ukrainensia. Supplementum 4)
- «Византийская мозаика»: Сборник публичных лекций Эллино-византийского лектория при Свято-Пантелеимоновском храме / Ред. проф. С. Б. Сорочан; сост. А. Н. Домановский. — Выпуск 5. — Харьков: Майдан, 2017. — 288 с. (Нартекс. Byzantina Ukrainensia. Supplementum 5)
- «Византийская мозаика»: Сборник публичных лекций Эллино-византийского лектория при Свято-Пантелеимоновском храме / Ред. проф. С. Б. Сорочан; сост. А. Н. Домановский. — Выпуск 6. — Харьков: Майдан, 2018. — 236 с. (Нартекс. Byzantina Ukrainensia. Supplementum 6)
- «Византийская мозаика»: Сборник публичных лекций Эллино-византийского лектория при Свято-Пантелеимоновском храме / Ред. проф. С. Б. Сорочан; сост. А. Н. Домановский. — Выпуск 7. — Харьков: Майдан, 2019. — 186 с. (Нартекс. Byzantina Ukrainensia. Supplementum 7)
- «Візантійщина»: візантійський цивілізаційний спадок у Центрально-Східній Європі / За ред. А. Домановського, О. Файди; уклад. М. Домановська. — Харків: Майдан, 2018. — 332 с.
- Спадок Реформації: до 500-річчя 95 тез Мартіна Лютера та пам'яті Ю. О. Голубкіна (1941—2010) / За ред. С. Б. Сорочана, А. М. Домановського. — Харків: Майдан, 2019. — 250 с.